# Wasiljewka (rejon chabarski)
Wasiljewka (ros. Васильевка) – wieś (sieło) w Rosji, w Kraju Ałtajskim, w rejonie chabarskim. W 2010 liczyła 222 mieszkańców.